# Abhaynagar Upazila
Abhaynagar Upazila är ett underdistrikt i Bangladesh. Det ligger i den centrala delen av landet, 130 kilometer sydväst om huvudstaden Dhaka.
Trakten runt Abhaynagar Upazila består huvudsakligen av våtmarker. Runt Abhaynagar Upazila är det mycket tätbefolkat, med 1 411 invånare per kvadratkilometer.